# Alec John Such
Alec John Such, född 14 november 1951 i Yonkers, New York, död 4 juni 2022 i Horry County, South Carolina, var en amerikansk musiker. Han är känd som medgrundare av och basist i Bon Jovi; år 1994 ersattes han av Hugh McDonald. Den sista videon som Such medverkade i var låten "Always" som kom ut hösten 1994.
Före sin medverkan i Bon Jovi var han basist i bandet The Message tillsammans med bland andra Richie Sambora som för övrigt blev gitarrist i samma band strax efter Such.
Such var senare bosatt i New York där han bland annat ägde en motorcykelshop och han var även manager för några lokala band i New Jersey. Relationen mellan Such och resten av bandet förbättrades så småningom och han gjorde bland annat ett framträdande tillsammans med Bon Jovi på Giants Stadium 2001 där han spelade bas på låten "Wanted Dead or Alive".